# Acústico '97
Acústico '97 es un bootleg, o disco no oficial de Mägo de Oz. Consiste en una grabación en directo de un concierto acústico realizado el 27 de junio de 1997 en el pub Afterdark de Madrid. Los miembros de la banda que participan son José Andrëa, Txus di Fellatio, Carlitos, Frank, Mohamed y Salva. El acústico incluye un cover en inglés de «The Temple of the King», canción del grupo de rock británico Rainbow, que posteriormente sería traducida e incluida en el álbum La leyenda de La Mancha con el título de «El templo del adiós».

## Lista de canciones
| N.º   | Título                                                 | Duración |  |
| 1.    | «T'esnucaré Contra'l Bidé»                             | 5:11     |  |
| 2.    | «La Canción de Pedro»                                  | 5:46     |  |
| 3.    | «Jiga Irlandesa»                                       | 3:10     |  |
| 4.    | «El Cantar de la Luna Oscura»                          | 6:56     |  |
| 5.    | «Domingo de Gramos»                                    | 4:31     |  |
| 6.    | «Gerdundula» (Cover de Status Quo)                     | 3:52     |  |
| 7.    | «While my guitar gently sleeps» (Cover de The Beatles) | 5:30     |  |
| 8.    | «El Cuco y la Zíngara»                                 | 5:14     |  |
| 9.    | «El Lago»                                              | 4:10     |  |
| 10.   | «The Temple of the King» (Cover de Rainbow)            | 5:13     |  |
| 11.   | «Sueños Diabólicos»                                    | 6:02     |  |
| 54:47 |                                                        |          |  |